# Taccjana Chaladovičová
Taccjana Chaladovičová, bělorusky Таццяна Уладзіміраўна Халадовіч (* 21. června 1991, Pinsk) je běloruská atletka, mistryně Evropy v hodu oštěpem z roku 2016.

## Sportovní kariéra
V roce 2014 obsadila páté místo v soutěži oštěpařek na evropském šampionátu v Curychu. Na mistrovství světa v Pekingu o rok později nepostoupila do finále oštěpařek. Jejím největším úspěchem se stal titul mistryně Evropy v hodu oštěpem v roce 2016 v osobním rekordu 66,34 m. Na světovém šampionátu v Londýně v roce 2017 skončila v soutěži oštěpařek šestá.
V červnu 2018 zlepšila svůj osobní rekord na 67,47 m.